# Розда, Эндре
Эндре Розда (венг. Endre Rozsda; 18 ноября 1913, Мохач — 16 сентября 1999, Париж) — венгерский и французский художник.

## Жизнеописание
Эндре Розда родился в городе Махач в Венгрии. Его детские воспоминания наложили серьёзный отпечаток на художественную работу. Творческий метод, который он разработал, помог ему создать уникальный сюрреалистический мир, основанный на воспоминаниях: 
 Из памяти и света я плету плотную ткань. Я пристально смотрю на него, пока он не оживает и не смотрит на меня, пока он не поднимается передо мной. Время — это то яркое, разноцветное забвение, где радости и страдания превращаются в драгоценные бусы. Вокруг бисера времени я плету плющ своих собственных воспоминаний. Я не хочу ничего оценивать или объяснять. Я хочу понять. Я опускаю голову во время и слушаю, что оно говорит мне. 
 Отказавшись от планов своей семьи на его карьеру, он решил стать художником в раннем возрасте. Он приобрел основные художественные навыки в школе Вильмоса Аба-Новака. Его первая персональная выставка, проведенная в галерее «Тамас», имела большой успех. Критики высоко оценили его работы выставленные в Музее изобразительных искусств Будапешта.
Его ранний художественный период, тесно связанный с венгерским постимпрессионизмом, однако он подошел к концу после посещения художником концерта Бела Бартока. Несмотря на его ранние успехи, после прослушивания Бартока он понял, что его творчество не соответствует времени Вместе со скульптором Лайосом Барта он переехал в Париж в 1938 году, где продолжил обучение в Школе Лувра Там он подружился с Арпадом Сенешом, Виейрой да Силвой и Франсуазой Жило (позже напарницей Пикассо в течение десятилетия). Он также познакомился с Максом Эрнстом и Альберто Джакометти Его мышление претерпело фундаментальные изменения и приблизилось к сюрреализму. После немецкой оккупации был вынужден вернуться в Будапешт (1943), где его уникальный сюрреалистический стиль полностью созрел (Sacred and Profane Love, 1947; Musée des Beaux-Arts de Dijon).
После войны играл активную роль в создании Европейской школы и регулярно показывал свои работы на групповых выставках. По словам искусствоведа Кристины Пассут, Эндре Розда была одной из самых выдающихся фигур европейской школы. В 1948 году группа распалась, потому что новый режим не терпел абстрактного сюрреалистического искусства. В следующие несколько лет Розда работал над книжными иллюстрациями, рисовал тайно и, очевидно, не мог показывать свои работы на публике.
После подавления венгерского восстания 1956 года он навсегда вернулся во Францию. Вступил в контакт с Рэймоном Кено и Андре Бретоном, который написал введение для их совместной выставки в галерее «Фюрстенберг» (1957 год). Принимал участие в Международной выставке сюрреализма в Милане (1961). Несколько лет спустя он выиграл приз Копли (1964 год) от жюри, в состав которого вошли Жан Арп, Роберто Матта, Макс Эрнст, Ман Рэй, Роланд Пенроуз, Герберт Рид и Марсель Дюшан.
С начала 1960-х годов работа Розды претерпела ещё одно изменение: напряженность и гармония архитектурных структур и вихревых цветов создали богато детализированный микрокосмос. В своем стремлении «контролировать время» и растворить реальность в своем воображении он продолжал полагаться на сюрреализм, хотя его средства выражения все чаще характеризовались лирической абстракцией.
В 1970 году он стал гражданином Франции. В 1979 году он основал студию в Бато-Лавуар и продолжал работать там до конца своей жизни.
Последняя выставка, которую он лично посетил, прошла в галерее Варфок и была открыта писателем Петером Эстерхази (1999):
Скончался 16 сентября 1999 года, похоронена на кладбище Монмартр в Париже.

## От постимпрессионизма к сюрреализму (1932—1937)
Эндре Розда вспоминала, как начал: "Я начал изучать живопись в Свободной школе Аба-Новак. Я стал его учеником. Это был самый важный художественный и человеческий опыт за всю мою жизнь. Это была большая удача, что я научился рисовать вне Академии изящных искусств, в то время обучение было чрезвычайно академическим. Аба-Новак был хорошим художником, хотя и далеко не революционным. У него была богатая и свободная личность. "
Аба-Новак и Розда часто рисуют на пленэре. Рядом со своим мастером он также работал над фресками, украшающими церкви и общественные памятники.
Его картины того времени определяются чувством, основанным на постимпрессионизме. Первоначально он писал пейзажи, залитые мистическим и тонким солнечным светом, а также тонко раскрашенные портреты с крупными цветными пятнами. Некоторое время, вместо того, чтобы дистанцироваться от натуралистического представления, он искал следующую стадию развития и личное видение, применяя смелые обрезки и, после пастельных мягких пейзажей, создавая порой мрачные и меланхоличные, порой энергичные рисунки из жизни. Тонкие цвета постепенно переходили в глубокие красные, желтые и пурпурные цвета, создавая напряженность. Чувствительное изображение предметов повседневного обихода и людей было заменено на внушительные формы, нарисованные широкой кистью.

С его стилем находящимся далеко впереди академических тенденций, но все же являющимся частью авангарда, очевидно, у него было все для того, чтобы присоединиться к одному из художественных течений, популярных в то время в Венгрии. Именно тогда он столкнулся с наиболее важным художественным влиянием его жизни, которое оказало радикальное влияние на его мышление и работу. 
- Марианна (1934)
- Курящая девушка (около 1934 г.)
- Цикламен (1935)
- Обед на крыльце (1935)
- Яблоки и вишня (1938)

## Поворот к сюрреализму (1938—1944)
Вот как Розда вспоминала эту смену: "По чистой случайности, перед моей поездкой в Париж я встретила двух художников, пару: Имре Амос и Маргит Анна. У меня не было программы на ночь. Они пригласили меня на концерт в Академию музыки. «Барток выступает сегодня вечером», — сказали они. Барток был просто именем для меня. Я понятия не имел, кем он был. (. , ,) Барток сыграл одну из своих пьес со своей женой: сонату, сочиненную для двух фортепиано и ударных, я считаю, одну из самых важных работ XX-го века. Это была мировая премьера. Там, где я сидел, у меня был отличный обзор рук Бартока. Я был загипнотизирован. Я никогда не думал, что есть музыка вне Баха, Моцарта и Мусоргского. Я стал совершенно пьян от этой музыки. (. , ,) Я сразу понял, что я не его современник. "
Эндре Розда столкнулась с рядом новых импульсов во французской столице. «Приехав в Париж, я съедал все, что попадалось мне на пути», — сказал он позже. Вместе со скульптором Лайосом Барта он снял студию на Монпарнасе. Оказавшись в бурной культуре кафе конца 1930-х годов, он вскоре познакомился с людьми, которые помогли ему стать «современником». Последовал экспериментальный период и период самопоиска, и всего через несколько лет он оставил постимпрессионизм и принял нефигуративный стиль.
Этот процесс хорошо иллюстрируется его работой того времени, когда образное изображение постепенно заменялось абстракцией, достаточно взглянуть на его работы: Two persons alone (1939), Emperor on the throne (1939-40), Apple bed (1942), A glass of water watches over the birth of a caterpillar (1943), The King of truth (1942).pple (1942), стакан воды наблюдает за рождение гусеницы (1943), короля истины (1942).
Хотя он не присоединился ни к одной группе художников, его мышление и темперамент сблизили его с сюрреалистами. Стиль живописи Розды, разработанный для того, чтобы вернуть воспоминания на поверхность и показать скрытые связи ума, тесно связан с сюрреалистическим проектом и сюрреалистическими креативными техниками.
После того, как он был вынужден покинуть Францию после немецкой оккупации (1943), его картина сюрреализма стала полностью созревшей уже в Будапеште. К тому времени Венгрия была в состоянии войны, новые законы лишали права голоса венгерских евреев, и большинство общества поддерживало экстремистские политические силы и идеологии. Мать Эндре Розды была депортирована в 1944 году, и он скрылся, чтобы избежать преследования. Годами ранее он уже потерял своего отца, который покончил с собой во время великой депрессии.
Конечно, личные трагедии и пережитые ужасы укрепили его решимость открывать миры, в которых не доминируют исторические силы и законы природы, а вместо этого силы воображения. На его картинах, написанных в те годы конвертами, как в ткани, изобилующей жизнью, окаменелые формы реальности трансформировались глубоко в подсознание. Ужасы войны появились и на его полотнах: « Танец смерти» (1946—1947), « Мои первые шаги в аду» (1947), « Возвращающийся призрак» (1951), « Дети мучеников в раю» (1958). «Изображения, насыщенные лампами накаливания и темными цветами, отражают экзистенциальную муку Розды и историческую драму, которая его окружала», — сказала Франсуаза Жило, которая также полагала, что этот период представлял собой «реальное падение Эндре Розды в ад».

## Европейская школа (1945—1948)
В довоенной Венгрии мало кто проявлял интерес к абстрактному и сюрреалистическому искусству. Когда, вернувшись из Парижа в 1943 году, Розда показал свои работы, критики были растеряны. "Еще одно абстрактное шоу. Недавно, в рамках выставки «Alkotás Művészház», мы дали краткий обзор абстракции, то есть формы искусства, лишенной какого-либо чувства реальности и игр прошлого поколения ", — написал один из них.
В этой обстановке несколько художников решили создать новую группу с основной целью перенять современные европейские художественные тенденции и представить их венгерской публике. В эйфории после освобождения и надежде на новое начало после войны они были свободны читать публичные лекции, создавать произведения искусства и устраивать регулярные выставки.
«Розда была одной из самых выдающихся фигур европейской школы, родившейся в 1945 году», — пишет искусствовед Кристина Пассут. Глядя на свое отношение к пространству и плоскости изображения, Пассут также провела параллель между творческими подходами Розды и Макса Эрнста. По её мнению, это было тем интереснее, что в те годы они не видели работы друг друга. «Композиции Розды кажутся покрытыми крошечными пушинками, перьями или чрезвычайно тонкой вуалью. Закрученные, распадающиеся и затем рекомбинирующие мотивы и частицы работают через свое движение, нет точных контуров, нет ни начала, ни конца», — написала она.
Другие обзоры также указывают, что в этот период его карьеры картины Розды характеризовались ошеломляющим распространением тем, граничащих с психоделическим. Возможно, мы являемся свидетелями первых моментов рождения новых вселенных или, наоборот, исчезновения древних галактик: Млечный путь (1945), Полет (1946), Лорнет моей бабушки (1947).

Философ Бела Хамвас, возможно, ссылался на эти видения, когда указывал: "Среди наших современных и молодых художников-сюрреалистов работы Эндре Розда предлагают самую богатую реализацию этого художественного движения. (….На сегодняшний день в его работах появились две горячие точки: одна — фантазия об эротическом сне, а другая — тесно связанный фокус — то, что можно смутно описать универсальной метафорой. Его лучше всего охарактеризовать как уникальный мир приключений / рыцарей / трубадуров с ошеломляющей изменчивостью и головокружительным наплывом событий ". 
- Полет (1946)
- Священная и светская любовь, 1947
- Мои первые шаги в аду (1947)
- Лорнет моей бабушки (1947)
- Данс Макабре (1946–47)

## Годы запрета (1949—1956)
После установления коммунистического режима нефигуративное и сюрреалистическое искусство попало в чёрный список. Европейская школа была вынуждена прекратить свою деятельность.
Вот как Розда вспоминает этот период своей жизни: "С установлением коммунистического режима события ускорились с головокружительной скоростью. В 1948 году нам просто пришлось расформировать группу. Наша последняя встреча состоялась в японском кафе. На следующий день мы разместили в газетах следующее объявление: в Японии был убит европеец. Это был конец ".
Хотя художники-абстракционисты и сюрреалисты могли продолжать работать в тайне и следовать своему призванию, они не могли выставлять свои работы. Эндре Розса был вынужден работать над книжными иллюстрациями. Отказавшись от возможности свободно рисовать, он укрылся в иллюстрировании. В записных книжках, которые он носил с собой, он прославлял простых людей Венгрии 1950-х годов: интеллектуалов, крестьян и тусовщиков — знаковых деятелей эпохи. Эти элегантные и чувствительные рисунки вызывают в воображении мир концертных залов, бань, залов судебных заседаний, фермерских кооперативов и больниц, а также выражают отвращение к репрессивному режиму. Последнее иллюстрируется безликим судьей или насмешливым тоном автопортрета, частично скрывающего портрет Сталина.
На протяжении всего этого времени он никогда не переставал делать сюрреалистические рисунки, единственную возможность удовлетворить свою неотложную потребность переосмыслить реальность (Surrealist tale, 1955). Однако ему все труднее было принять ограничения, налагаемые на его свободу творчества. За месяц до начала революции 13 сентября 1956 года он подписал совместную петицию с пятью другими художниками: "В Венгрии есть несколько человек, которые никогда не отказывались от нашей убежденности в том, что искусство XX-го века имеет значительное культурная миссия. Мы продолжали работать в самых суровых условиях. (……) Мы определяем современного художника как человека, который работает в духе XX-го века, создавая значительные работы в своем стиле. Соответственно, мы требуем, чтобы Федерация изменила свою политику в отношении нашей работы. (…) Мы требуем права показывать нашу работу на соответствующих площадках. Мы требуем права выражать свои взгляды на всех форумах, заканчивая ситуацию, когда Венгрия искусственно изолирована от развития искусства ".
Впоследствии подписанты организовали выставку своих работ в музее Баласси в Эстергоме под названием Hetek (Семь). Власти (государственные цензоры) немедленно закрыли выставку. Вскоре началась революция.

## Сюрреализм как исследовательское пространство (1957—1967)
После подавления Венгерской революции в 1956 году Эндре Розда бежал в Париж. Директор Французского института в Будапеште помог ему вывезти свои картины из страны.
В течение нескольких месяцев он показал свою работу в галерее Furstenberg, одном из самых ярких выставочных залов с участием художников-сюрреалистов. Предисловие к выставке 1957 года было написано Андре Бретоном, который описывал искусство Розды в следующих словах: "У нас есть шанс узнать картины, тайно выполненные Роздой за последние несколько лет. Вот высший пример того, что нужно было скрыть, если кто-то хотел выжить, и, в равной степени, внутренней необходимости, которую нужно было вырвать из мерзкого принуждения. Здесь силы смерти и любви противопоставлены друг другу; повсюду под магмой почерневших листьев и разбитых крыльев непреодолимые силы ищут выход, чтобы природа и человеческий дух могли обновиться через самые роскошные из жертвоприношений, которые требует весна, чтобы родиться ".
Выставка дала признание художнику. На изображениях, вибрирующих с головокружительными деталями, один из критиков отметил, что через них сюрреализм снова демонстрирует свою самую яркую и сильную сторону. В 1960 году он был приглашен на групповую выставку «Антагонизм», и предисловие к каталогу было написано Гербертом Ридом.
Примерно в это же время Розда познакомился с искусствоведом и, возможно, самым уважаемым коллекционером сюрреалистического искусства Артуро Шварцем, который вспомнил их встречу следующим образом: «Андре Бретон посоветовал мне найти „этого молодого человека, у которого есть ключи от чудесного мира“. Я помню его точные слова, так как термин „изумительный“ имел особое значение для Андре».
Благодаря этой связи, одна из работ Розды (« Окна») была показана в Galleria Schwarz в Милане на международной сюрреалистической выставке, куратором которой выступил Андре Бретон в 1961 году.
В одном из интервью он сказал, что для него сюрреализм представляет собой прежде всего «исследовательское пространство» и интеллектуальную стимуляцию. Его вторая выставка в Галерее Фюрстенберга (1963) показала результаты этой исследовательской работы, хотя впоследствии его картины приняли другой оборот и получили дальнейшее развитие в направлении лирической абстракции. После смены он спросил Бретона, можно ли считать его работу сюрреалистической. «Поскольку вы по-прежнему воспринимаете реальность, вы по необходимости сюрреалист», — так вспоминал Розда ответ Бретона.
В последующие несколько лет психоделическое вращение мотивов регулярно превращалось в архитектурные структуры в его картинах. Хотя эти структуры не были геометрическими или систематическими, они указывали в направлении какого-то порядка. Намерение Розды, возможно, заключалось в том, чтобы преобразовать разрушенный мир в систему, построенную на напряженности и гармонии цвета и формы, где правила традиционного трехмерного пространства больше не применяются и где, в результате, горизонт времени может быть представленным также. В качестве примера можно привести «Склонение к мечте» (1960), «Вавилонскую башню» (1958—1961) и « Сафирограмму» (1969).

## За сюрреализмом (1968—1999)
По свидетельству своих сочинений, Эндре Розса был в основном озабочен проблемой захвата времени посредством живописи. Время, которое может быть испытано и исследовано субъективным умом.
"Для Розды субъективность представляла собой нечто большее, чем отображение эмоций, он каким-то образом хотел захватить само сознание с помощью живописи — процесса, в течение которого человек создает свой собственный мир. В соответствии с этим, живописное представление о времени, изображающее прошлое и непостижимое время, а не представление о перспективном пространстве, стало другим руководящим принципом живописи Розды. «Техника» живописи Розды — нефигуративная структура картин и их ротация во время рабочего процесса, которая устраняет иллюзию реального пространства и при этом таинственно сохраняет его (во многих частях и в его деталях) — также указывает на это направление сюрреалистического пространства и время ", — объясняет искусствовед Шандор Горный.
С начала 1970-х годов его картины показывают больше деталей, чем когда-либо прежде. Вспоминая свои первые приключения с фотографией в детстве, он рассказал: «С 15 или 16 лет я разработал и напечатал свои собственные изображения. Постепенно я начал ощущать двойное влечение: я торопливо фотографировал и бросился развивать навыки. Я понял, что камера действует как увеличительное стекло, что со всеми деталями создает чрезвычайно красивые изображения — по крайней мере, для меня. Я считаю, что это основа моей картины. Желание создавать детали все ещё есть».
Соответственно, он создавал изображения, позволяя мелким деталям перестраиваться в случайных вариациях — в глазах смотрящего. У Эндре Розды было желание сделать зрителя частью творческого процесса. Чтобы достичь этой цели, он разработал метод, в котором сначала он разбивает мир на бесконечное множество — некоторые фигуративные, некоторые абстрактные — составные части, а затем позволяет каждому зрителю использовать их в качестве строительных блоков и построить новую совокупность в соответствии со своим видением. Свободная ассоциация и воображение. Сюрреализм предложил Розде инструмент, позволяющий наглядно представить его личные воспоминания и фантазии, но он стремился к чему-то большему: он хотел сделать зрителя своим сотрудником, чей взгляд помогает воссоздать атомизированный и деконструированный мир.
Он также обнаружил изобразительный язык, который позволил ему представлять фундаментальные онтологические вопросы. С начала 1970-х годов он написал серию больших метафизических изображений: «Вечный секрет бытия» (1971), «Мистический символ» (1974), «Бог» (1976), «Посвящение» (1976), «Объяснение Бога» (1980). Эти картины представляют собой амбициозную попытку иллюстрировать изобразительными средствами сферы существования, недоступные разуму и невыразимые языком.
«Постепенно визуальный язык распыляется, расслаивается и развивается сам. Можно сказать, что существует фрагментация чувственного пространства и его постепенная замена экзистенциальным и личным пространством-временем, что, несомненно, вызывает воспоминание Пруста о прошлом . В более поздних работах язык художника становится все более стилизованным. Цвета и формы существуют все больше в себе и для себя. Субъективные элементы, возникающие из личной памяти, вытесняются императивами инициативного и метафизического характера», — пишет в своем анализе Франсуаза Жилот, добавляя, что эти все более замкнутые композиции требуют времени и терпения со стороны зрителя, чтобы раскрыть их глубокое богатство
Эндре Розда сказал следующее в этом контексте: «К тем, кто смотрит на мою работу, я прошу вас подойти к ней с таким вниманием и созерцанием, которое я дал в детстве новым вещам, чтобы найти время, чтобы найти свой путь в картины, которые я тебе предлагаю и побродить по ним.»

## Графические работы
Изучая графические работы Розды, выдающегося ученика сюрреализма, Саране Александриан начал с того, что, в отличие от других художников, в которых рисование и искусство переплетаются, Эндре Розса "является художником в двойственном смысле. В его случае рисовальщик и художник — почти два разных человека. Они работают в параллельных мирах, создавая разные визуальные вселенные, не соединяя одну с другой ".
Действительно, эта дуга трансформации, которая привела живопись Розды от постимпрессионизма и сюрреализма к лирической абстракции, не найдена в его графической работе. Эта часть его творчества представляет собой отдельное царство, созданное целым чувством, которое Бретон назвал сюрреализмом. На протяжении всей своей карьеры Розда делал фигуративные и абстрактные рисунки и зачастую уникальную комбинацию двух этих направлений, хотя эта вариативность в предмете и технике не противоречит осознанию того, что эта часть его творчества вдохновлена тем же сюрреалистическим стремлением, направленным на освобождение воображение и представление о скрытых обитателях ума. Это верно даже тогда, когда он с легкостью создавал тонкие рисунки, составленные в игривом ритме простых форм и с чувственными ссылками, или когда он воплощал в жизнь зловеще циркулирующие фантазии, населенные воображаемыми существами с необычайной точностью.
Изучая различия между картинами и рисунками Розды, Саране Александриан обнаружил ещё одну интригующую особенность. В некоторых «рисунках» мы находим качество, не видимое в его картинах или скрытое с таким совершенством, которое делает его невидимым на первый взгляд: юмор. Простая линия карандаша или ручки позволяет Розде издеваться над различными аспектами наблюдаемой реальности. (. , ,) В большинстве случаев его чувство юмора работает в мире воображения; ему нравится создавать шокирующие человеческие формы: фигуру с трубным ртом, грудь и бедра которой покрыты женской грудью. Есть также гротескная женщина в форме трапеции, похожая на маму Убу. Его мужской портрет, на котором изображен мужчина с открытым ртом, зевающим (или вопящим?) С округлыми морщинами вокруг подбородка, одновременно трагичен и комичен ". Александриан делает следующий вывод: «Этот художник осмеливается быть неоднозначным и выходить на конечности, где сходятся боль и удовольствие, смех и ужас».

## Фотографическая работа
В дополнение к живописи и графике, Эндре Розда оставил свой след и в фотографии. Один из его первых сохранившихся отпечатков — автопортрет, сделанный в 14 лет, предвещающий его будущие фотографические работы и стиль рисования. На этой удивительно сложной фотографии, сделанной в 1927 году, пространственная глубина исчезает, на одной плоскости появляются четкие формы, в том числе портрет молодого Розды, запечатленный в отражениях.
Будучи молодым человеком, он сделал большое количество документальных фотографий, а позже он был прежде всего озабочен такими мирскими объектами, как увядшие цветы, отфильтрованные через необычное освещение или наложенные изображения. Однако наиболее часто фотографируемым объектом был он сам; на протяжении всей своей карьеры он делал автопортреты, где часто изображал себя в разных формах.
В отличие от его картин, его фотографии также не показывают драматических стилистических изменений. Он был вдохновлен одним и тем же на протяжении всей своей жизни: созданием новых изображений путем тщательного наблюдения за деталями и сочетания различных визуальных компонентов. Следовательно, он часто фотографировал отражения, витрины и окна. Часто он выставлял один и тот же кадр несколько раз, во многих случаях поворачивая камеру на 90 или 180 градусов. Из всех его изображений с множественными экспозициями особый интерес представляют те, которые объединяют одну из его картин с деревьями и домами, окружающими его мастерскую.
Эти фотографии типа «видение в видении», по-видимому, являются попытками запечатлеть мимолетный момент преображения между естественной и изобразительной реальностью.
В своем завещании Розда оставил большое количество своих фотографий, негативов и пленок в Венгерском музее фотографии.

## Рекомендации
1. ↑  FamilySearch (англ.) — 1999.
2. 1 2  Архив изобразительного искусства — 2003.
3. ↑  Endre Rozsda: My thoughts In: Rozsda Endre, Hall of Art (Műcsarnok), Budapest, 1998
4. 1 2 3 4 5 6  Interview with Endre Rozsda In: Rozsda Endre, Hall of Art (Műcsarnok), Budapest, 1998
5. 1 2 3  Krisztina Passuth: The Life of Endre Rozsda until 1957, In: Rozsda Endre, Hall of Art (Műcsarnok), Budapest, 1998
6. 1 2  Françoise Gilot: A Painter’s Painter, in: Rozsda 100, Várfok Gallery, Budapest, 2013
7. ↑  Plaisir des yeux. In: Hamvas Béla — Kemény Katalin: Forradalom a művészetben, Pannónia Könyvek, Pécs, 1989.
8. ↑  André Breton: Endre Rozsda. In: Le Surréalisme et la Peinture, Gallimard, Paris, 1965
9. ↑  Arturo Schwarz: I remember Endre Rozsda, in: Rozsda 100, Várfok Galéria, Budapest, 2013
10. ↑  Sándor Hornyik: Sacred and Profane Love, Endre Rozsda and the surrealism of the 1940s. In: Rozsda 100, Várfok Galéria, Budapest, 2013
11. ↑  Endre Rozsda: Memories. In: Rozsda Endre, Hall of Art (Műcsarnok), Budapest, 1998
12. 1 2  Sarane Alexandrian: The artist’s letters for himself. In: Rozsda, Museum of Fine Arts, Budapest, 2001
13. ↑  Károly Kincses: Endre Rozsda: Peintre photographe, in: Un peintre photographe, Musée Hongrois de la Photographie, Budapest, 2004